# Palazzo Civico (Torino)
Palazzo Civico, attuale nome dell'antico Palazzo di Città, è la sede del municipio della città di Torino. Si affaccia sulla piazza che prende il nome dalla sua originaria denominazione e che, prima dell'ultima sistemazione settecentesca, era conosciuta col nome di piazza delle Erbe.

## Storia

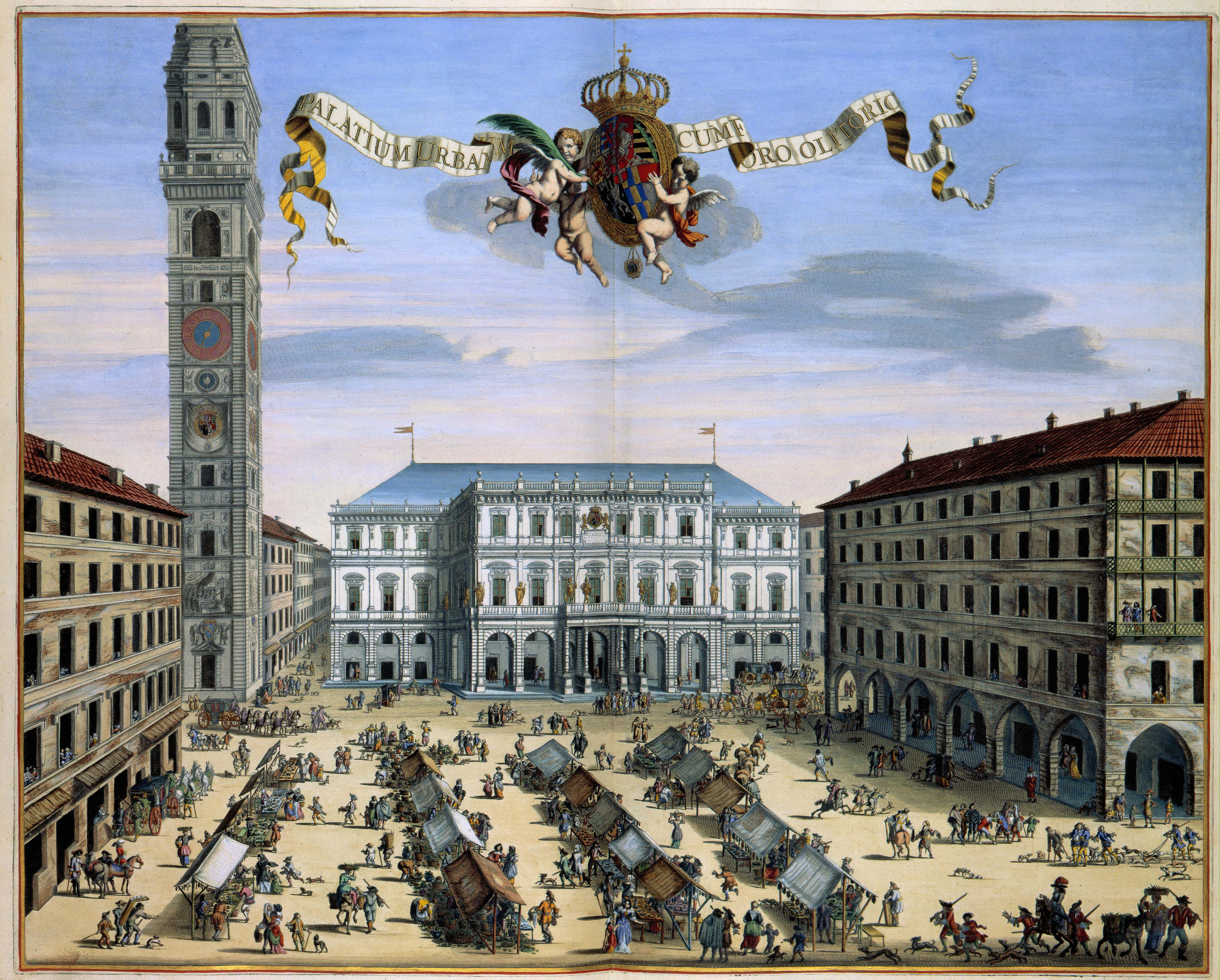
Palazzo Civico e Torre Civica in un'incisione del 1682

L'attuale palazzo municipale è progetto dell'architetto Francesco Lanfranchi (1663), seguendo i progetti barocchi di Emanuele Tesauro, proprio sul sito del precedente palazzo comunale, di impianto medioevale. Lanfranchi ricevette nel 1659 l'incarico di progettare e costruire una nuova sede dell'autorità cittadina, proprio sulla piazza allora detta "delle Erbe" che, un secolo dopo, Benedetto Alfieri trasformerà nell'attuale Piazza Palazzo di Città. A metà di quell'anno venne posata dall'arcivescovo di Torino Giulio Cesare Bergera, la prima pietra, alla presenza del duca Carlo Emanuele II e della madre, la Madama Reale Cristina di Francia e nel 1663 i lavori erano terminati.
Rispetto ad oggi il palazzo si presentava più stretto, senza la sopraelevazione ov'è esposto l'orologio, e con un grande stemma dei Savoia-Orléans, affiancato da leoni in bronzo, opere che verranno distrutte dai giacobini nel 1799.
L'inaugurazione vide il Palazzo ospitare una delle grandi feste indette per il matrimonio del duca con la Principessa di Francia Francesca Maddalena d'Orléans e proprio sulla piazza antistante, alla presenza sul loggiato degli sposi, vi fu un grande spettacolo pirotecnico. Il palazzo ospitò poco dopo le seconde nozze di Carlo Emanuele II, rimasto vedovo di Francesca Maddalena nemmeno un anno dopo il matrimonio, con Maria Giovanna Battista di Savoia-Nemours. 
Nel secolo successivo il palazzo venne ampiamente rimaneggiato da Benedetto Alfieri, che gli aggiunse le due ali, prospicienti sulla via Garibaldi e su via Corte d'Appello, così che la piazzetta retrostante, detta "del Butirro" ne venne incorporata come cortile.
Operarono poi ulteriori modifiche gli architetti Francesco Valeriano Dellala di Beinasco, Luigi Barberis e Filippo Castelli.
Nei secoli fra il XVII e XIX il Palazzo ospitò gli organi rappresentativi di Torino e gli uffici preposti all'amministrazione della città

## Descrizione

Palazzo Civico di Torino

Il palazzo, piuttosto cambiato rispetto alla versione originale del Lanfranchi, si sviluppa su due piani (oltre a quello terreno) ove si alternano finestre e lesene. Al centro, a livello di un ipotetico terzo piano, sta un manufatto contenente un grande orologio ai cui lati vi sono due nicchie. Sul piano terra si sviluppa un porticato al cui centro vi è l'ingresso al palazzo, ai lati del quale sono poste le statue di Ferdinando di Savoia, duca di Genova, capostipite del ramo Savoia-Genova, e di Eugenio di Savoia, opere di metà Ottocento.

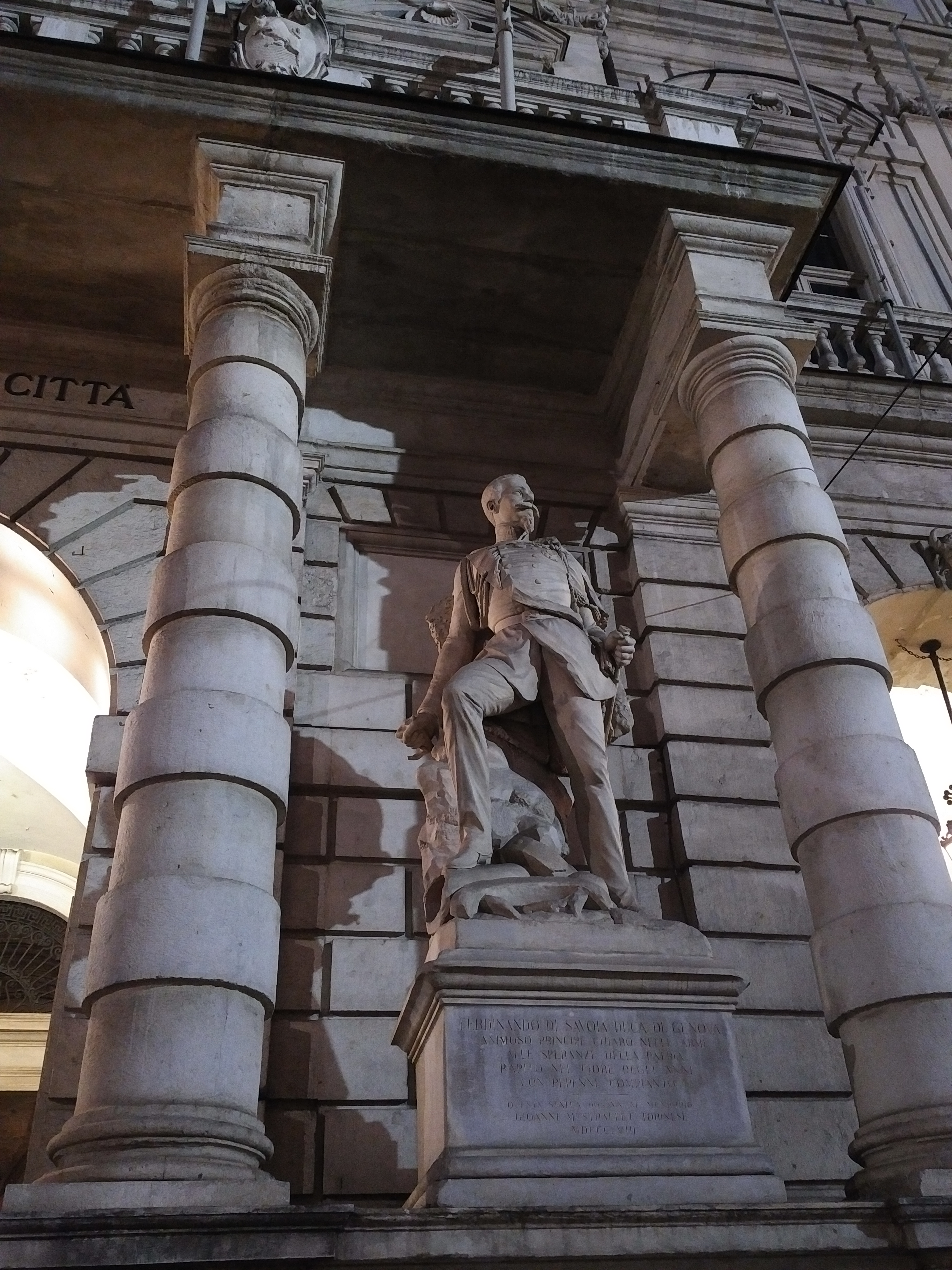
Ferdinando di Savoia, sul lato destro dell'ingresso

L'interno si apre su un Cortile d'Onore, rimasto pressoché identico al progetto originale del Lanfranchi, quindi si sale al primo piano attraverso uno scalone decorato sulla volta da Pietro Fea, e che dà accesso all'atrio dove si accede ai corridoio ed al salone centrale dal quale si accede alla balconata, altrimenti detto Salone dei Marmi, così chiamato dopo che nel 1815 il Lombardi ne curò il nuovo decoro, resosi necessario per il pesante degrado subito nel tempo dai decori del fiammingo Jan Miel (1599 - 1663), che illustravano episodi storici e leggendari su Torino. Sulla parete orientale un grande altorilievo di Giacomo Spalla (1775 - 1834) rappresenta Vittorio Emanuele I a cavallo, in memoria della restaurazione sabauda in Piemonte, dopo la caduta di Napoleone. Oggi il Salone viene utilizzato principalmente per i matrimoni civili.

### La Sala Rossa

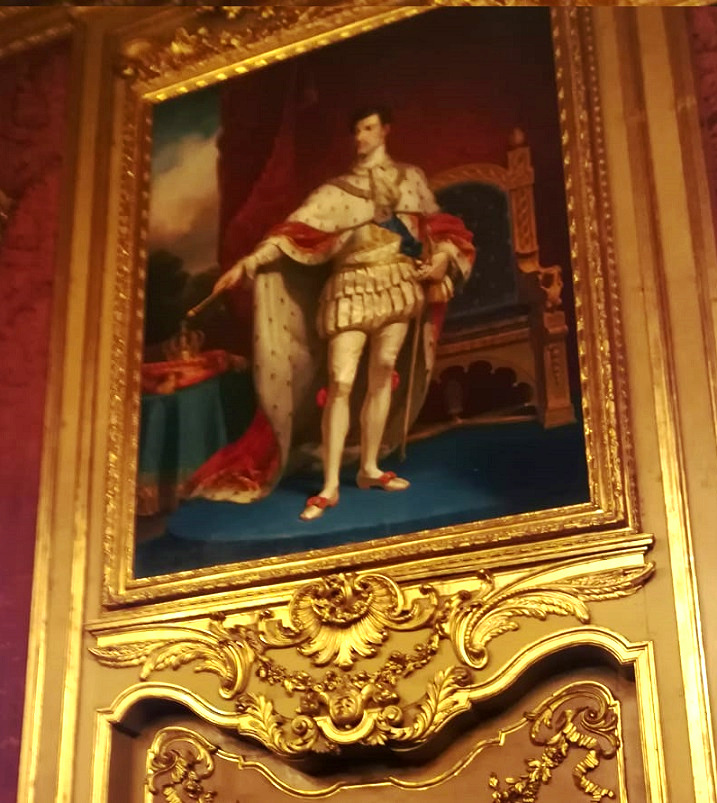
Carlo Alberto, nella Sala Rossa

Il consiglio comunale della città si riunisce tradizionalmente al primo piano proprio di fianco il Salone dei Marmi, nella cosiddetta Sala del Consiglio, oppure anche Sala Aulica o Sala Rossa, così chiamata per i velluti e damaschi rossi alle pareti. Anticamente, questa sala fu eretta alla nascita del Palazzo stesso. Tuttavia, furono gli interventi di Benedetto Alfieri nel 1758 prima, e quelli del 1880-1882 dopo, a trasformare la sala come la si vede oggi. 
I dipinti sul soffitto sono del XVII secolo ad opera di Giovanni Andrea Casella, mentre il ritratto del sindaco Bellezzia è attribuito a Bartolomeo Caravoglia, infine la tela dedicata al voto per l'epidemia di colera del 1835 è di Amedeo Augero. Sovrastante la poltrona principale, un imponente dipinto a olio di pittore anonimo, raffigurante Carlo Alberto di Savoia, Re di Sardegna dal 1831 al 1849 .